# Pisonia graciliscens
Espèce
Classification APG III (2009)
Statut de conservation UICN

 CR  : 
En danger critique
Pisonia graciliscens est une espèce de plantes à fleurs du genre Pisonia et de la famille des Nyctaginaceae. C'est un arbuste endémique de Tahiti.

## Description
Pisonia graciliscens est un arbre ou arbuste persistant d'une hauteur de 4 à 5 mètres. Les feuilles sont ovales à elliptiques, d'une longueur de 5,5 à 20,5 centimètres et d'une largeur de 2,5 à 12,5 cm, plus ou moins coriaces, à la base cunéiforme, à l'apex aigu ou obtus, au pétiole glabre d'une longueur de 8 à 28 millimètres. Les fleurs sont unisexuées (dioécie), les mâles ont un périanthe infundibuliforme et sont vert jaunâtre, d'une longueur de 4 à 6 mm, les femelles ont un périanthe verdâtre d'une longueur de 3 à 4 mm, les fleurs sont groupées en des cymes globuleuses axillaires d'un diamètre de 60 à 180 mm. Les antocarpes sont ellipsoïdes à ovoïdes, d'une longueur de 20 à 34 mm.

## Répartition
Pisonia graciliscens est endémique de Tahiti.
Elle se trouve dans les forêts sempervirentes humides.

## Environnement
Pisonia graciliscens est en danger critique d'extinction.
Elle est menacée par une autre espèce de plante introduite, Miconia calvescens.